# 放射線・化学・生物防護部隊 (ウクライナ軍)
放射線・化学・生物防護部隊（ほうしゃせんかがくせいぶつぼうごぶたい、ウクライナ語: Війська радіаційного, хімічного та біологічного захисту、略称：RKhB防護部隊）は、ウクライナのウクライナ支援部隊に属する放射線・化学・生物防護部隊である。化学・生物・放射線・核（CBRN）事案への対応を任務とし、キーウに中央管理部門を置く。

## 歴史
ソビエト連邦の崩壊に伴うウクライナ独立後の1992年9月15日、ソビエト連邦軍の化学防護部隊を基盤に設立された。1994年2月14日、ウクライナ国防省の命令により、化学部隊から放射線・化学・生物防護部隊（RKhB防護部隊）に改称され、この日が記念日とされた。
2003年、クウェート派遣任務で民間人を大量破壊兵器の影響から保護。2009年から2013年、旧ソ連時代のメランジ（赤煙硝酸の呼び名で、液体ロケット燃料の酸化剤）16,339トンの処理に参加。
2017年11月9日、リヴィウ州の国際平和維持・安全保障センターで初のエアロゾル偽装小隊コンテストが開催され、第91作戦支援連隊が優勝。

## 任務
RKhB防護部隊は以下の任務を遂行：
- CBRN状況のデータ収集・分析・提供
- CBRN偵察
- 放射線量測定および化学監視
- 除染作業
- エアロゾル防御強化
- サーモバリック爆薬や火炎放射器による攻撃

## 編制
- 中央RKhB防護管理部門（ウクライナ語版）（A0108、キーウ）
- 第105計算分析ステーション（ウクライナ語版）（A0108、キーウ）
- 第14独立RKhB防護大隊（ウクライナ語版）
- 第704放射線・化学・生物防護連隊（A0807、サンビル）
- 第536中央修理・保管基地（ウクライナ語版）（A0312、ポルターヴァ州セレシュチナ-1（ウクライナ語版））
- 各軍種（陸軍、空軍など）のRKhB防護課、大隊、中隊、小隊
- 計算分析センター（ウクライナ語版）およびステーション
- 軍事教育機関のRKhB防護訓練ユニット

## 装備
- 煙幕生成装置：TDA-2M（ウクライナ語版）、TDA-M（ウクライナ語版）
- 重火炎放射システム：TOS-1A（鹵獲品）
- 化学偵察車両：BRDM-2RKhB（ウクライナ語版）、BRDM-2RKh（ウクライナ語版）、RKhM-4（ウクライナ語版）、RKhMカシャロト（ウクライナ語版）
- 火炎放射器：RPOシュメーリ、RPO-16（ウクライナ語版）、RPOリーニクス（ウクライナ語版）、PDM-A（ウクライナ語版）（鹵獲品）
- 自動充填ステーション：ARS-14（ウクライナ語版）

## 教育機関
- ハルキウ工科大学軍事タンク研究所（ウクライナ語版）の放射線・化学・生物防護および環境安全学部（ウクライナ語版）

## ロシア・ウクライナ戦争
ロシア・ウクライナ紛争では、CBRN防護任務に加え、領土保全のための戦闘に参加。2014年7月11日、ゼレノピリャでの砲撃で兵士ヴァシル・ヤロスラヴォヴィチ・ヴォヴクが死亡。2019年1月1日、軍曹オレフ・ステパノヴィチ・ヴォイトヴィチが死亡。